# 북누악쇼트주
북누악쇼트주(아랍어: نواكشوط الشمالية, 프랑스어: Nouakchott-Nord)는 모리타니의 주로 주도는 다르나임이며 면적은 306km2, 인구는 366,912명(2013년 기준)이다. 2014년 11월 25일 누악쇼트를 3개 주로 분할하면서 신설되었다.